# Les Fourgs
Les Fourgs település Franciaországban, Doubs megyében. Lakosainak száma 1429 fő (2022. január 1.). Les Fourgs Verrières-de-Joux községgel határos.

## Népesség
A település népességének változása:
| Lakosok száma | 742  | 806  | 941  | 1164 | 1272 | 1309 | 1381 | 1405 | 1400 | 1429 |
|               | 1968 | 1982 | 1990 | 2006 | 2013 | 2015 | 2017 | 2019 | 2020 | 2022 |